# 1968-as magyar öttusabajnokság
Az 1968-as magyar öttusabajnokságot június 22. és 26. között rendezték meg. A viadalt Balczó András nyerte meg, akinek ez volt a hetedik egyéni bajnoki címe. A csapatversenyt az Újpesti Dózsa nyerte.

## Eredmények

### Férfiak

#### Egyéni
| Hely | Név            | Klub          | Eredmény |
| ---- | -------------- | ------------- | -------- |
| 1.   | Balczó András  | Csepel SC     | 5381     |
| 2.   | Kelemen Péter  | Újpesti Dózsa | 5148     |
| 3.   | Török Ferenc   | Bp. Honvéd    | 5067     |
| 4.   | Bodnár János   | Csepel SC     | 5038     |
| 5.   | Bakó Pál       | Bp. Honvéd    | 4993     |
| 6.   | Varga Pál      | Újpesti Dózsa | 4936     |
| 7.   | Móczár István  | Bp. Honvéd    | 4745     |
| 8.   | Jakab György   | Bp. Honvéd    | 4737     |
| 9.   | Szabó László   | Bp. Honvéd    | 4666     |
| 10.  | Horváth László | Újpesti Dózsa | 4651     |

#### Csapat
| Hely | Név                                        | Klub          | Eredmény |
| ---- | ------------------------------------------ | ------------- | -------- |
| 1.   | Varga Pál, Kelemen Péter, Horváth László   | Újpesti Dózsa | 14 965   |
| 2.   | Sárfalvi Béla, Bodnár János, Balczó András | Csepel SC     | 14 792   |
| 3.   | Török Ferenc, Móna István, Móczár István   | Bp Honvéd     | 13 570   |